# Alois Pfeiffer
Alois Pfeiffer (Bauerbach, 25 september 1924 - Düsseldorf, 1 augustus 1987) was een politicus van Duitse afkomst. Van 1985 tot aan zijn dood was hij Europees commissaris in de commissie van Jacques Delors.

## Biografie
Pfeiffer studeerde een opleiding aan de Europäische Akademie der Arbeit in Frankfurt am Main. Na deze opleiding was hij werkzaam als bosbouwer. Vervolgens werd Pfeiffer lid van het regionaal bestuur van de Gewerkschaft Gartenbau, Land- und Forstwirtschaft. In latere jaren was hij achtereenvolgens vicevoorzitter en tussen 1969 en 1975 voorzitter van de bond. In 1975 werd Pfeiffer hoofd economische politiek bij de Deutscher Gewerkschaftsbund. Hij legde deze functie in 1985 neer, nadat hij was benoemd tot Europees commissaris. Pfeiffer kreeg de portefeuille Economische Zaken en Werkgelegenheid. Gedurende zijn ambtstermijn kwam hij te overlijden.